# Compañía Nacional de Danza (España)
La Compañía Nacional de Danza (CND) de España fue fundada en 1979. De titularidad pública, depende como órgano creativo del Instituto Nacional de las Artes Escénicas y de la Música (INAEM). Su misión es fomentar y difundir el arte de la danza y su repertorio en sentido amplio, a través de una compañía estable, abierta a todos los estilos, lenguajes coreográficos y a las artes del movimiento en general, tanto de creación española como internacional, facilitando el acercamiento de nuevos públicos e impulsando su proyección nacional e internacional en un marco de plena autonomía artística y de creación.
Su actual directora artística es Muriel Romero y su sede habitual es el Teatro de la Zarzuela.

## Historia
La Compañía Nacional de Danza fue fundada en 1979 con el nombre de Ballet Clásico Nacional (Ballet Nacional Clásico) y tuvo como primer director a Víctor Ullate (1979–1982)
En febrero de 1983 se hizo cargo de la dirección de los Ballets Nacionales Español y Clásico María de Ávila (1983–1986), quien puso especial énfasis en abrir las puertas a coreografías como las de George Balanchine y Antony Tudor. Además, María de Ávila encargó coreografías a Ray Barra, bailarín y coreógrafo norteamericano residente en España, ofreciéndole posteriormente el cargo de director estable, que desempeñó hasta diciembre de 1990.
De diciembre de 1987 a mayo de 1990 fue directora artística del Ballet Maya Plisétskaya, extraordinaria bailarina rusa. En junio de 1990, Nacho Duato es nombrado director artístico de la Compañía Nacional de Danza, cargo que ejerció durante veinte años, hasta julio de 2010. Su incorporación supuso un cambio innovador en la historia de la formación, incluyéndose en el repertorio de la compañía nuevas coreografías originales junto con otras de contrastada calidad. En agosto de 2010, Hervé Palito sucede a Duato como director artístico durante un año.
En septiembre de 2011, José Carlos Martínez se incorpora como nuevo director de la Compañía Nacional de Danza, al frente de la cual permanece ocho años, durante los cuales empieza a recuperar repertorio clásico. A partir de septiembre de 2019, Joaquín de Luz toma posesión de su nuevo cargo, que ejerce durante cinco años, consolidando la versatilidad de estilos de la compañía. En junio de 2024 el Instituto Nacional de las Artes Escénica y la Música (INAEM), dependiente del Ministerio de Cultura, anuncia el nombramiento de Muriel Romero como nueva directora de la formación, a partir de septiembre de 2024.

## Directores
1. Víctor Ullate (1979–1982)
2. María de Ávila (1983–1986)
3. Ray Barra (1986–1987)
4. Maya Plisétskaya (1987–1990)
5. Nacho Duato (1990–2010)
6. Hervé Palito (2010–2011)[4]
7. José Carlos Martínez (2011–2019)[5]
8. Joaquín de Luz (2019–2024)
9. Muriel Romero (2024–presente)

## Bailarines

### Primera Figura
| Nombre          | Nacionalidad | Formación                                                                              | Incorporación en la CND |
| --------------- | ------------ | -------------------------------------------------------------------------------------- | ----------------------- |
| Alessandro Riga | Italiano     | Escuela del Teatro de la Ópera de Roma (cum laude 2004).                               | 2013                    |
| Kayoko Everhart | Japonesa     | Washington Contemporary Ballet. San Francisco Ballet School. Pacific Northwest Ballet. | 2004                    |

### Bailarines Principales
| Nombre         | Nacionalidad   | Formación | Incorporación en la CND |
| -------------- | -------------- | --- | ----------------------- |
| Cristina Casa  | Española       | Escuela María Larios y África Guzmán. Steps on Broadway. American Ballet Theater.                             | 2015                    |
| Isaac Montllor | Español        | Conservatorio de Música y Danza Juan Cantó de Alcoy. Conservatorio Superior de Danza Oscar Esplá de Alicante. | 2000                    |
| Anthony Pina   | Estadounidense | Boston Ballet School. Walnut Hill School for the Arts.                                                        | 2012                    |

### Primeras figuras
- Alessandro Riga
- Giada Rossi

### Principales
- Cristina Casa
- Yanier Gómez Noda
- Isaac Montllor
- Anthony Pina

### Primera bailarina
- Kayoko Everhart

### Solistas
- Elisabet Biosca
- Ana María Calderón
- Elisa Ghisalberti
- Natalia Muñoz
- Mariavittoria Muscettola
- Hamin Park
- YaeGee Park
- Shani Peretz
- Irene Ureña
- Ion Agirretxe
- Mario Galindo
- Thomas Giugovaz
- Erez Ilan
- Daniel Lozano
- Shlomi Shlomo Miara
- Gaizka Morales
- Daan Vervoort

### Cuerpo de baile
- Emma Cámara
- Margaux Chesnais
- Celia Dávila
- Sara Fernández
- Valeria García
- Martina Giuffrida
- Alba Hellín
- Tamara Juárez
- Sara Khatiboun
- Clara Maroto
- María Muñoz
- Daniella Oropesa
- Nora Peinador
- Laura Pérez Hierro
- Pauline Perraut
- Francesca Sari
- Bárbara Verdasco
- Samantha Vottari
- Niccolò Balossini
- José Alberto Becerra
- Juan José Carazo
- Joshua Manuel Chapman
- Felipe Domingos
- Joao Victor Gomes
- Roberto Lua
- Álvaro Madrigal
- Marcos Montes
- Gianmarco Moschino
- Benjamin Poirier
- Alejandro Polo
- Iván Sánchez
- Roberto Sánchez